# Sjutjärnarna (Häggenås socken, Jämtland)
Sjutjärnarna är en sjö i Östersunds kommun i Jämtland och ingår i Indalsälvens huvudavrinningsområde.